# Cardioglossa aureoli
Cardioglossa aureoli és una espècie de granota que viu a Sierra Leone.
Està amenaçada d'extinció per la pèrdua del seu hàbitat natural.